# Pjetër Bogdani
Pjetër Bogdani (asi 1630, Prizren – 1689, Priština) byl albánský spisovatel, katolický kněz a biskup. Je autorem náboženského traktátu Společnost proroků (albánsky Çeta e profetëve, latinsky Cuneus Prophetarum), první originální (nikoli překladové) knihy napsané v albánštině.

## Život
Byl vychován františkány v Čiprovci v severozápadním Bulharsku a poté studoval na ilyrské koleji u Ancony, stejně jako jeho předchůdci a krajané Pjetër Budi a Frang Bardhi.
V letech 1651-1654 působil jako farář v Pultu, poté (1654-1656) studoval na římské Sacra Congregatio de Propaganda Fide, kde promoval jako doktor filozofie a teologie. V roce 1656 byl jmenován biskupem ve Škodře, tento post zastával 21 let.
V nejkrutějších dobách Osmansko-rakouské války (1664-1669) se uchýlil do jeskyně u vesnice Rjoll, která dodnes nese jeho jméno. Nakonec byl zajat a uvězněn v pevnosti ve Škodře. Zachránili ho bratři Pepe a Nikollë Kastoriovi. V roce 1677 byl jmenován arcibiskupem ve Skopje a duchovním správcem Srbska.
Během války s Osmany byl nucen uprchnout do Dubrovníku, odkud pokračoval do Benátek a Padovy. V Padově byl srdečně přijat kardinálem Gregorio Barbarigem, který byl zodpovědný za papežskou politiku ve východní Evropě a projevoval velký zájem o kulturu Bogdaniho rodné Albánie. Kardinál také založil tiskárnu v Padově, v Tipografia del Seminario, která sloužila potřebám východoevropských národů a jazyků. Právě pro ni Bogdani napsal své nejslavnější dílo, jehož latinský název zněl Cuneus Prophetarum. Vyšlo roku 1685.
Poté se v březnu 1686 vrátil na Balkán a zapojil se do boje proti Turkům, když agitoval mezi etnickými Albánci, zejména v Kosovu, aby se zapojili do rakouské armády v boji proti Osmanské říši. Naverboval takto 6000 albánských vojáků. Tato úctyhodná síla však byla zdecimována z velké části morem. Nakazil se i Bogdani a zemřel v Prištině, v prosinci 1689. Jeho ostatky byly tureckými a tatarskými vojáky exhumovány a na náměstí v Prištině roztrhány psy – neboť si Bogdani u Osmanů získal pověst úhlavního nepřítele.
Bogdani je od roku 1996 vyobrazen na albánské bankovce v hodnotě 1000 leků.